# برونو فليشر
برونو فليشر أو برونو فلايشر (بالألمانية: Bruno Fleischer)‏ هو طبيب عيون ألماني، ولد في 2 مايو 1874 في شتوتغارت في ألمانيا، وتوفي في 26 مارس 1965 في إرلنغن في ألمانيا.
سُميت حلقة كايزر-فلايشر وحلقة فلايشر على اسمه.